# Divadelní společnost Háta
Divadelní společnost Háta je zájezdové divadlo se sídlem v Praze. Divadlo vystupuje především v České republice, ale několik vystoupení proběhlo i na Slovensku. V Praze vystupuje například v prostorách Branického divadla.

## Repertoár
Na repertoáru má společnost předně komediální představení ze žánru činohra. Od svého vzniku roku 1998 do jara 2020 divadelo nastudovalo celkem 26 titulů. V listopadu 2020 proběhla další premiéra hry „Svatba bez obřadu“. Hra „Velké lásky v malém hotelu“ byla představena v Táboře.

## Osobnosti divadelní společnosti
Ředitelkou divadla je k roku 2020 Olga Želenská. Členy souboru jsou dále vedle asistentky ředitelky Nikoly Brokešové rovněž například: Lukáš Vaculík, Mahulena Bočanová, Zbyšek Pantůček či Martin Sobotka.